# Panzer I
El Panzer I fue un tanque ligero producido en Alemania en los años 1930. El nombre es una abreviación del nombre en alemán Panzerkampfwagen I (vehículo de combate blindado modelo I), abreviado como PzKpfw I. La designación del inventario de vehículos militares alemanes para este tanque era Sd.Kfz. 101.
El diseño del Panzer I se inició en 1932 y comenzó a ser producido en masa en 1934. Destinado inicialmente solo a ser un tanque de entrenamiento para introducir el concepto de guerra acorazada en el Ejército alemán, el Panzer I entró en combate en España durante la guerra civil española, en Polonia, Francia, Unión Soviética y Norte de África durante la Segunda Guerra Mundial, y en la república de China durante la segunda guerra sino-japonesa. Las experiencias con el Panzer I durante la guerra civil española ayudaron a definir la invasión de Polonia en 1939 y de Francia en 1940 por parte de los cuerpos acorazados alemanes. En 1940, el diseño del chasis del Panzer I fue usado para producir destructores de tanques y cañones de asalto. Hubo intentos de mejorar el Panzer I durante su historial de servicio de 1934-1945.
El rendimiento en combate del Panzer I estaba limitado por su delgado blindaje y ligero armamento formado por dos ametralladoras de propósito general. Como era un diseño destinado a entrenamiento, el Panzer I no era tan poderoso como otros tanques ligeros de la época, como el T-26 soviético. Aunque era débil en combate, formaba una parte importante por número en la fuerza de tanques de Alemania y fue usado en todas las principales campañas entre septiembre de 1939 y diciembre de 1941. Este pequeño y vulnerable tanque ligero fue superado en importancia por tanques alemanes más conocidos como los Panzer IV, Panther y Tiger. No obstante, la contribución del Panzer I a las primeras victorias de Alemania en la Segunda Guerra Mundial fue significativa.

## Desarrollo

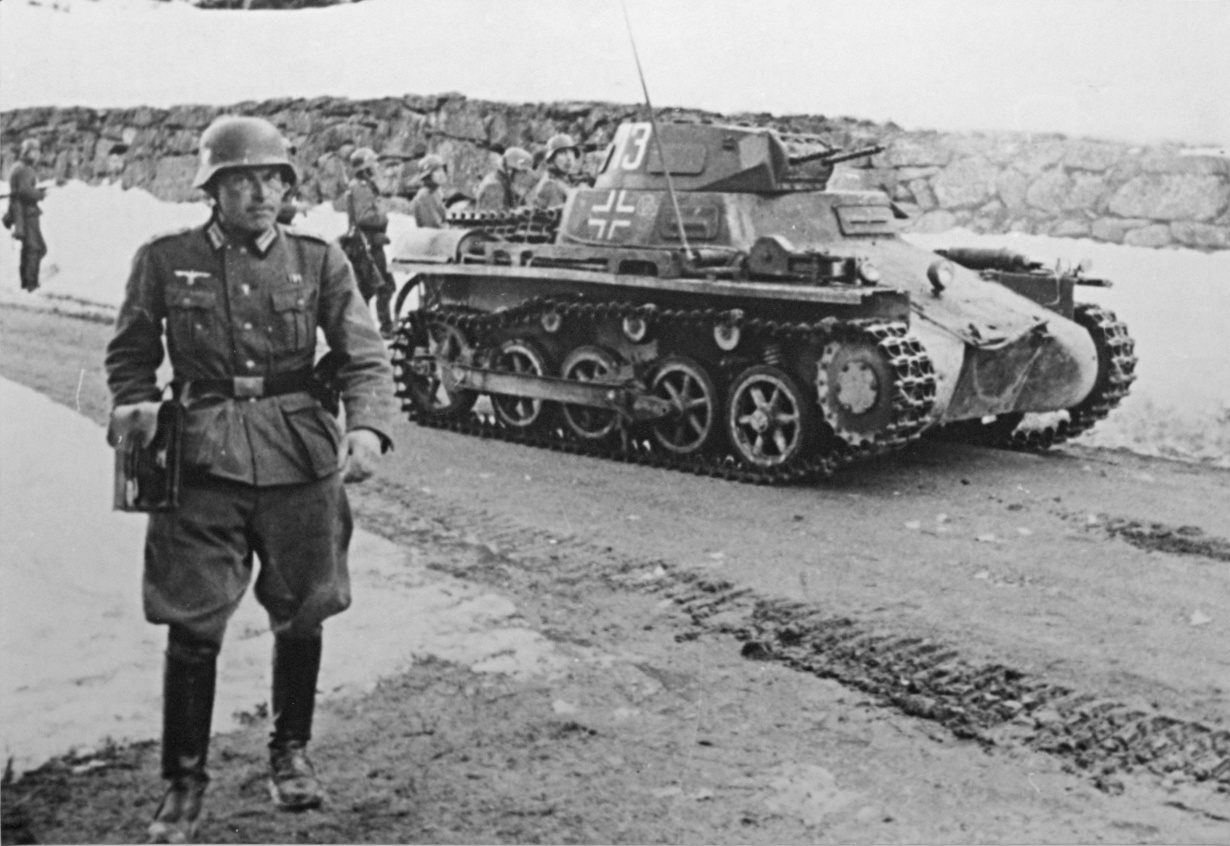
El capitán H. Stemmer ante un Panzer I

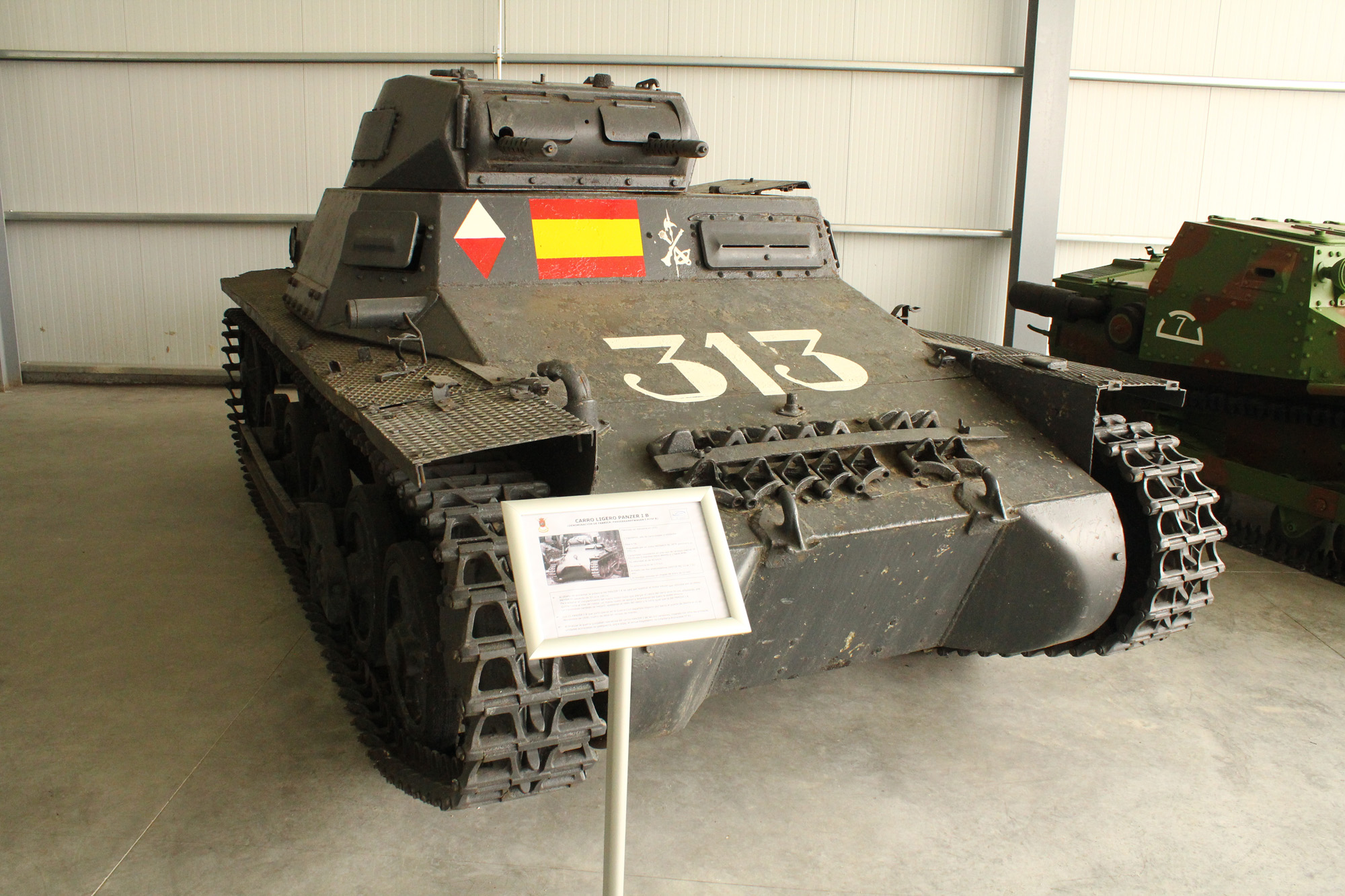
PzKpfw I Ausf. B en un museo (El Goloso) según el esquema de color del bando sublevado

El Panzer I marcó el primer diseño de un tanque en producción en Alemania tras el final de la Primera Guerra Mundial. En 1932 se crearon y enviaron las especificaciones para un tanque ligero de 5 tm a los fabricantes alemanes Rheinmetall, Krupp, Henschel, MAN y Daimler-Benz. En 1933 se eligió el diseño de Krupp basado en la tanqueta Carden-Loyd Mk VI británica, de la que se compraron dos unidades en secreto a la Unión Soviética.
El Tratado de Versalles prohibió a Alemania producir tanques, por lo cual estas versiones recibieron el nombre de Landwirtschaftlicher Schleppe (tractores agrícolas). El diseño fue modificado a finales de 1933 para combinar el chasis de Krupp con el diseño de la torreta de Daimler-Benz. En 1934, el tanque resultante fue designado como Panzer I Ausf. A y se empezó a producir en julio.
El Panzer I original estaba diseñado como un tanque ligero para reconocimiento y tareas de apoyo de infantería. Sin embargo, el objetivo más importante de su desarrollo era proporcionar un vehículo para comenzar la formación y entrenamiento de una fuerza mecanizada alemana. El Panzer I debía ser sustituido en las Divisiones Panzer tan pronto como fuese posible por otros tanques diseñados específicamente para el combate, aunque como resultó al comienzo de la Segunda Guerra Mundial, el Panzer I aún ocupaba una tarea importante en estas unidades debido a los retrasos para tener tanques más avanzados.
Se fabricaron dos variantes principales del Panzer I. El original PzKpfw IA tenía poca potencia y fue sustituido por el PzKpfw IB, con un motor de mayor rendimiento y otras mejoras. El modelo B era algo más largo y tenía una rueda de apoyo adicional; para el resto, ambas versiones funcionaban de igual manera. Se hicieron intentos de crear una versión más blindada o conseguir que pudiese ser utilizado en operaciones aerotransportadas. Cuando fue reemplazado, el Panzer I era obsoleto para cualquier tipo de combate, y los chasis fueron convertidos para otros propósitos, como tractor de municiones o entrenamiento para conductores.

## Diseño

### Blindaje

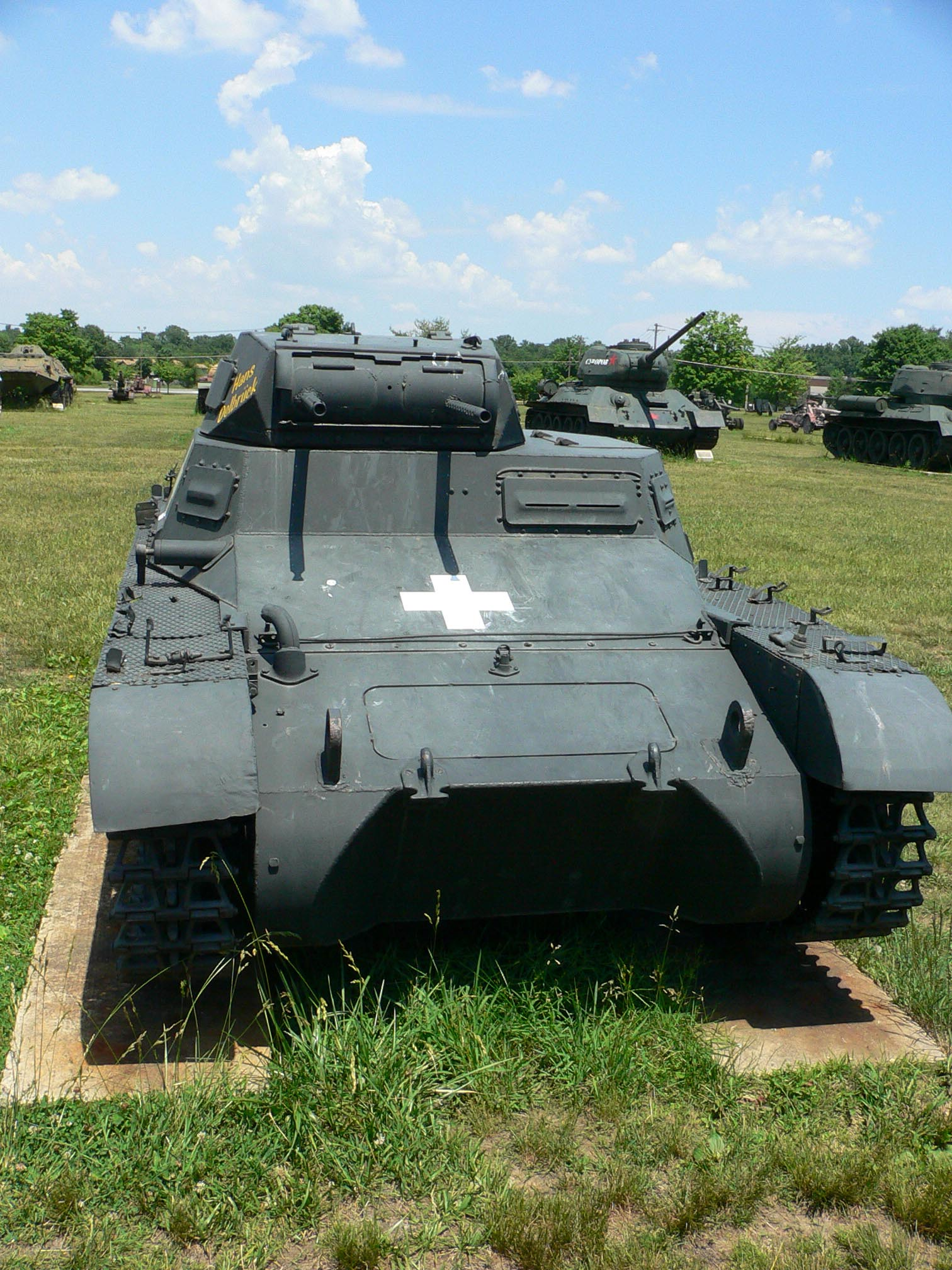
Panzer I

El Panzer I tenía 13 mm de blindaje de acero ligeramente inclinado en todos los lados, con 8 mm de blindaje en la parte superior de la torreta y 6 mm en la parte superior e inferior del casco. El blindaje era suficiente para detener los proyectiles de fusiles y ametralladoras, pero ineficaz contra armas de mayor calibre, como fusiles antitanque y cañones antitanque. Incluso el fuego continuado de una ametralladora podía dañar y atascar el anillo de la torreta.

### Armamento
El Panzer I estaba armado con dos ametralladoras del calibre 7,92 mm. Estas armas podían ser elevadas independientemente. Las ametralladoras eran efectivas contra infantería o vehículos sin blindaje, pero completamente ineficaces contra cualquier objetivo blindado.

### Movilidad
El Panzer I Ausf. A tenía un motor Krupp M305 de gasolina de cuatro cilindros que alcanzaba los 57 CV de potencia y podía impulsar al tanque hasta una velocidad máxima de 37 km/h, con una autonomía de 145 km en carretera. El Ausf. B llevaba un motor Maybach NL38Tr de seis cilindros y 100 CV, alcanzando una velocidad máxima de 40 km/h y 170 km de autonomía en carretera.

### Tripulación
El Panzer I tenía una tripulación de dos miembros. El conductor se situaba en la parte delantera del casco, mientras que el comandante se sentaba en la torreta y manejaba la radio y las armas.

## Variantes
El término alemán Ausf. es una abreviatura de Ausführung, que significa versión.

### Panzerkampfwagen I Ausf. A (PzKpfw IA)
El Ausf. A fue el primer modelo de producción, fabricándose 818 unidades entre julio de 1934 y junio de 1936 por Daimler-Benz, Henschel, Krupp y MAN. Aunque se fabricó como vehículo de entrenamiento y de posteriores desarrollos, fue utilizado ampliamente en todas las formaciones Panzer a comienzos de la guerra, pero fue retirado rápidamente. Sus últimos servicios fueron en Finlandia y el Norte de África en 1941.

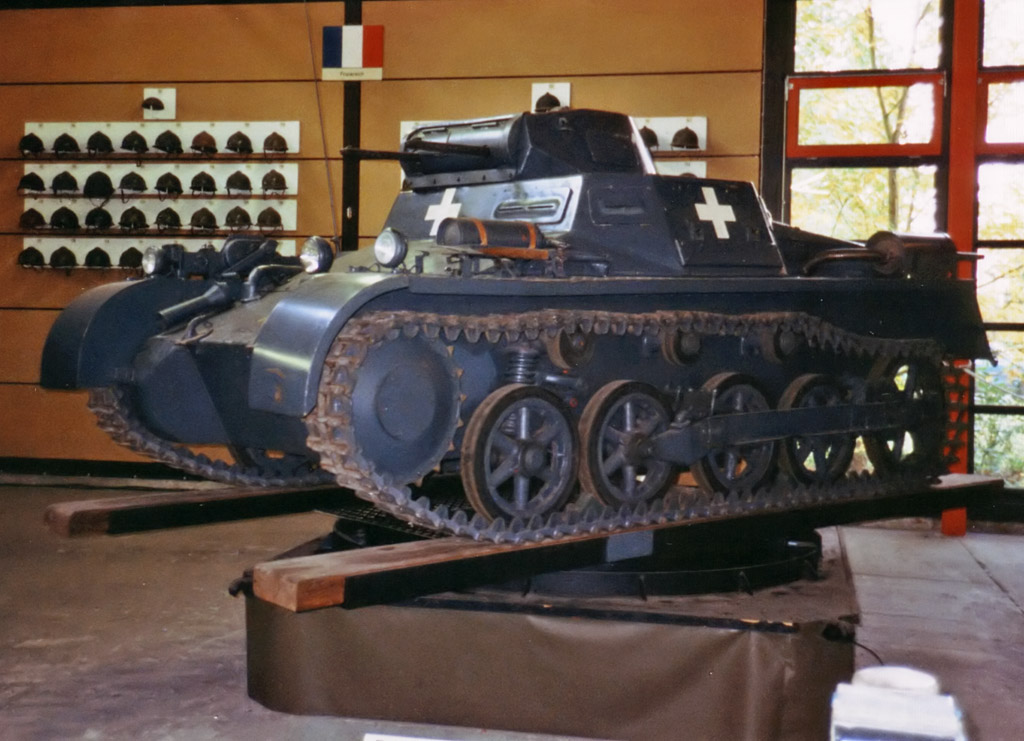
El Panzer I Ausf. A.

### Panzerkampfwagen I Ausf. A ohne Aufbau
Este modelo fue el primero en ser fabricado, completándose 15 unidades de varias firmas, incluyendo a Daimler-Benz, Henschel, Krupp, MAN y Rheinmetall. El Ausf. A ohne Aufbau era un casco del Panzer I sin la superestructura ni la torreta. El peso total era de 3,5 t y la altura de 1,15 m. Su rendimiento era similar al Ausf. A.

### Munitionsschlepper auf Panzerkampfwagen I Ausf. A
El Munitionsschlepper, tractor de munición, tenía la designación de SdKfz 111 y fue construido a partir de viejos Ausf. A en septiembre de 1939. Se fabricaron 51 unidades y la conversión consistía en eliminar la torreta y añadir un blindaje de dos piezas. El peso total era de 5 t y medía 1,4 m de altura; no tenía armamento y su autonomía era de 95 km.

### Brückenleger auf Panzerkampfwagen I Ausf. A
Fue un intento de crear un lanzapuentes utilizando el chasis de la Ausf. A, aunque demostró ser ineficaz debido a la débil suspensión del vehículo. Posteriormente, se intentaría de nuevo con el Panzer II, obteniendo mejores resultados.

### Flammenwerfer auf Panzerkampfwagen I Ausf. A
Un modelo con lanzallamas sustituyendo a una de las ametralladoras de la torreta. El Flammenwerfer podía usar el lanzallamas durante 10 segundos, con un alcance de hasta 25 m. Solo existe el informe de que fuese utilizado en la batalla de Tobruk.

### Kleiner Panzerbefehlswagen (klPzBefWg)
El klPzBefWg o SdKfz 265 fue diseñado como vehículo de mando para las unidades Panzer. Tenía un chasis alargado y un motor mejorado; este chasis fue la base para el modelo Ausf. B. Estaba equipado con dos radios y generalmente una ametralladora MG 13 o MG 34, aunque a veces era eliminada. Pesaba 5,9 t y tenía una altura de 1,99 m. Se fabricaron 184 unidades por Daimler-Benz al mismo tiempo que la producción del Ausf. B; seis unidades fueron convertidas desde tanques Ausf. A.

### Panzerkampfwagen I Ausf. B (PzKpfw IB)
La segunda variante importante tras el Ausf. A, el Panzer I Ausf. B, tenía un casco mayor desarrollado a partir del Kleiner Panzerbefehlswagen y llevaba un motor de mayor potencia Maybach NL38TR. Se fabricaron 675 unidades por Daimler-Benz, Henschel, Krupp, MAN y Wegmann entre agosto de 1935 y julio de 1937.

### Panzerkampfwagen I Ausf. B ohne Aufbau
El Ausf. B ohne Aufbau utilizaba el mismo chasis que el Ausf. B, pero eliminando la superestructura y la torreta. Estaba diseñado para servir como vehículo de recuperación y reparación en las unidades mecanizadas. Pesaba 4 t y tenía una altura de 1,35 m; se fabricaron 164 unidades. En 1940, con la introducción de nuevos tanques más pesados, fue transferido para tareas de entrenamiento.

### 4.7 cm PaK (t) (Sf) auf Panzerkampfwagen I Ausf. B
Fue el primer intento por Alemania de crear un cazacarros blindado. Se sustituyó la torreta por un PaK de 47 mm capturado de Checoslovaquia. Era más pesado, 6,4 t, y alto, 2,25 m, que el Ausf. B.

### 15 cm sIG 33 (Sf) auf Panzerkampfwagen I Ausf. B
Utilizando el chasis del Ausf. B se podían montar armas pesadas eliminando la torreta. Se usó el sIG 33 de 150 mm, resultando un vehículo con sobrepeso, 8,5 t, y poco éxito. Se convirtieron 38 Ausf. B en febrero de 1940 y fueron utilizados hasta 1943.

### Flammenwerfer auf Panzerkampfwagen I Ausf. B
Un experimento de modificación en el campo de batalla, similar al realizado con el Ausf. A en el Norte de África, efectuado durante la guerra civil española, aunque no hay informes de su uso posterior durante la Segunda Guerra Mundial.

### Ladungsleger auf Panzerkampfwagen I Ausf. B
El Ladungsleger era una modificación para crear un vehículo para colocar explosivos en fortificaciones.

### Panzerkampfwagen I Ausf. C (PzKpfw IC)
Fue un intento de rediseñar el Panzer I para usarlo en tareas de reconocimiento y operaciones aerotransportadas, con una nueva suspensión, planta motriz y un aumento de blindaje. Pesaba 8 t y sus dimensiones eran: 4,19 m de longitud, 1,92 m de ancho y 1,94 de altura. Su velocidad máxima alcanzaba los 79 km/h y tenía una autonomía de 300 km. Como armamento utilizaba un cañón automático EW141 de 20 mm junto con una MG 34 de 7,92 mm. El blindaje era de 30 mm en la parte frontal, 20 mm en los laterales y la parte trasera y 10 mm en la parte superior e inferior, sin apenas inclinación. Se fabricaron 40 unidades por Krauss-Maffei entre julio y diciembre de 1942.

### Panzerkampfwagen I Ausf. D (PzKpfw ID)
Un único modelo fabricado, designado VK602.

### Panzerkampfwagen I Ausf. F (PzKpfw IF)

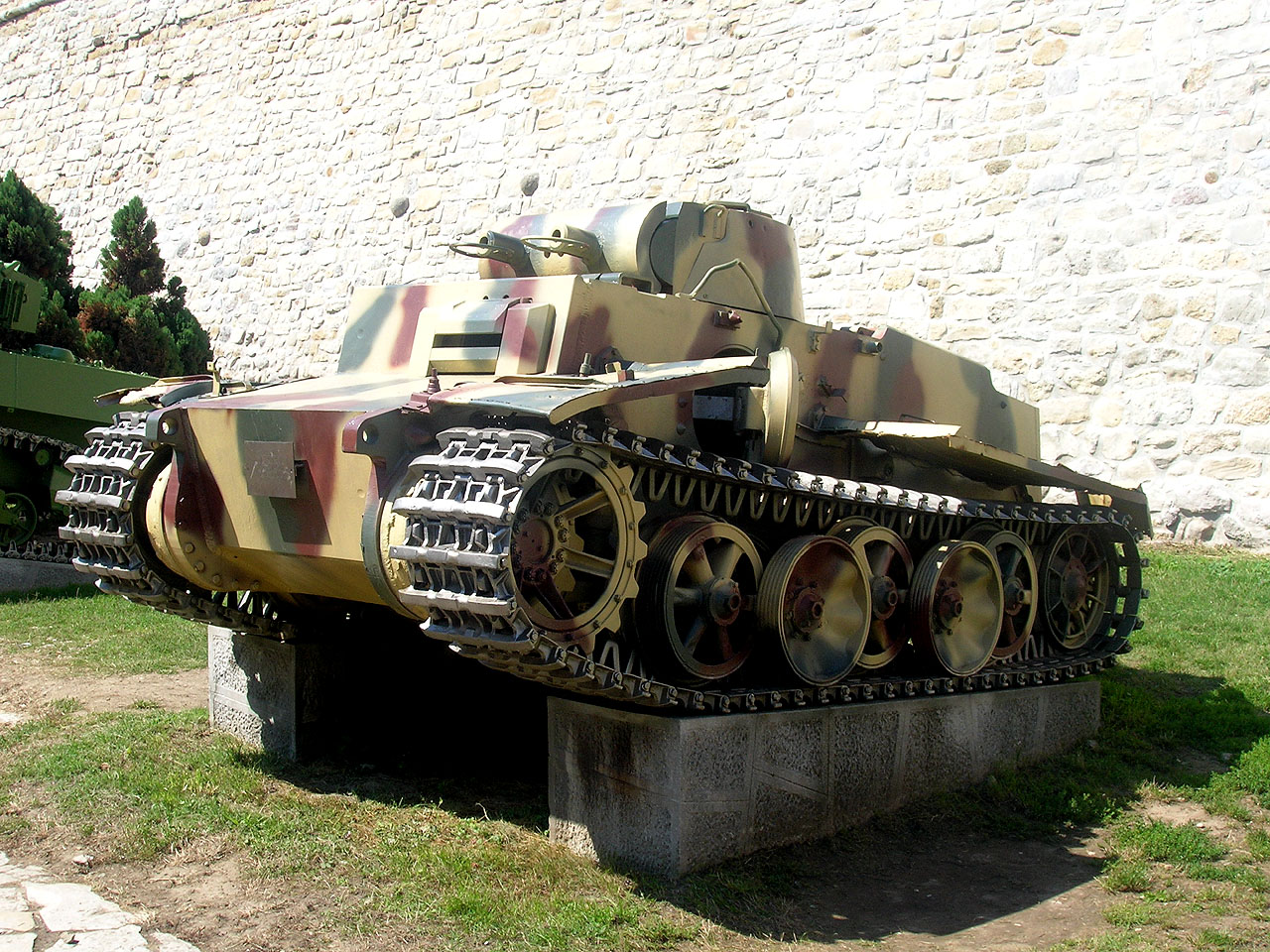
Panzer I Ausf. F

Designado originalmente como VK1801, fue el último intento de crear un nuevo Panzer I de 21 t. Tenía el máximo blindaje posible: 80 mm en la parte frontal, 50 mm en los laterales y la parte posterior, y 25 mm en las zonas superior e inferior. La suspensión y el motor venían de la Ausf. C, y tenía unas dimensiones de 4,38 m de longitud, 2,64 m de ancho y 2,05 m de altura. Su rendimiento era inferior, alcanzando solo 25 km/h de velocidad máxima y 150 km de autonomía. Estaba armado con un par de ametralladoras MG 34. Aunque era invulnerable a la mayoría de las armas antitanque de su época, por su velocidad lenta y su armamento limitado solo servía para tareas anti-infantería. Se fabricaron 30 unidades por Krauss-Maffei entre abril y diciembre de 1942, y la mayoría sirvieron en el frente oriental.

## Historial de combate

### Guerra civil española
| Fecha             | Número de vehículos |
| ----------------- | ------------------- |
| Octubre de 1936   | 41                  |
| Diciembre de 1936 | 21                  |
| Agosto de 1937    | 30                  |
| Finales de 1937   | 10                  |
| Enero de 1939     | 30                  |
| Total             | 132                 |

El Panzer I entró en combate por primera vez en 1936 durante la guerra civil española como parte de las adquisiciones alemanas del bando nacional dirigido por general Franco, estableciéndose una base de formación de tripulantes en el castillo de las Arguijuelas de Abajo y castillo de las Arguijuelas de Arriba, Cáceres bajo el mando del coronel Wilhelm von Thoma. El Panzer I resultaba inferior en potencia y capacidad de fuego a los BT-5 y T-26 soviéticos utilizados por las fuerzas republicanas. Se instaló un cañón de 20 mm Breda 20 que podía penetrar 40 mm de blindaje, suficiente para derrotar las fuerzas acorazadas republicanas.

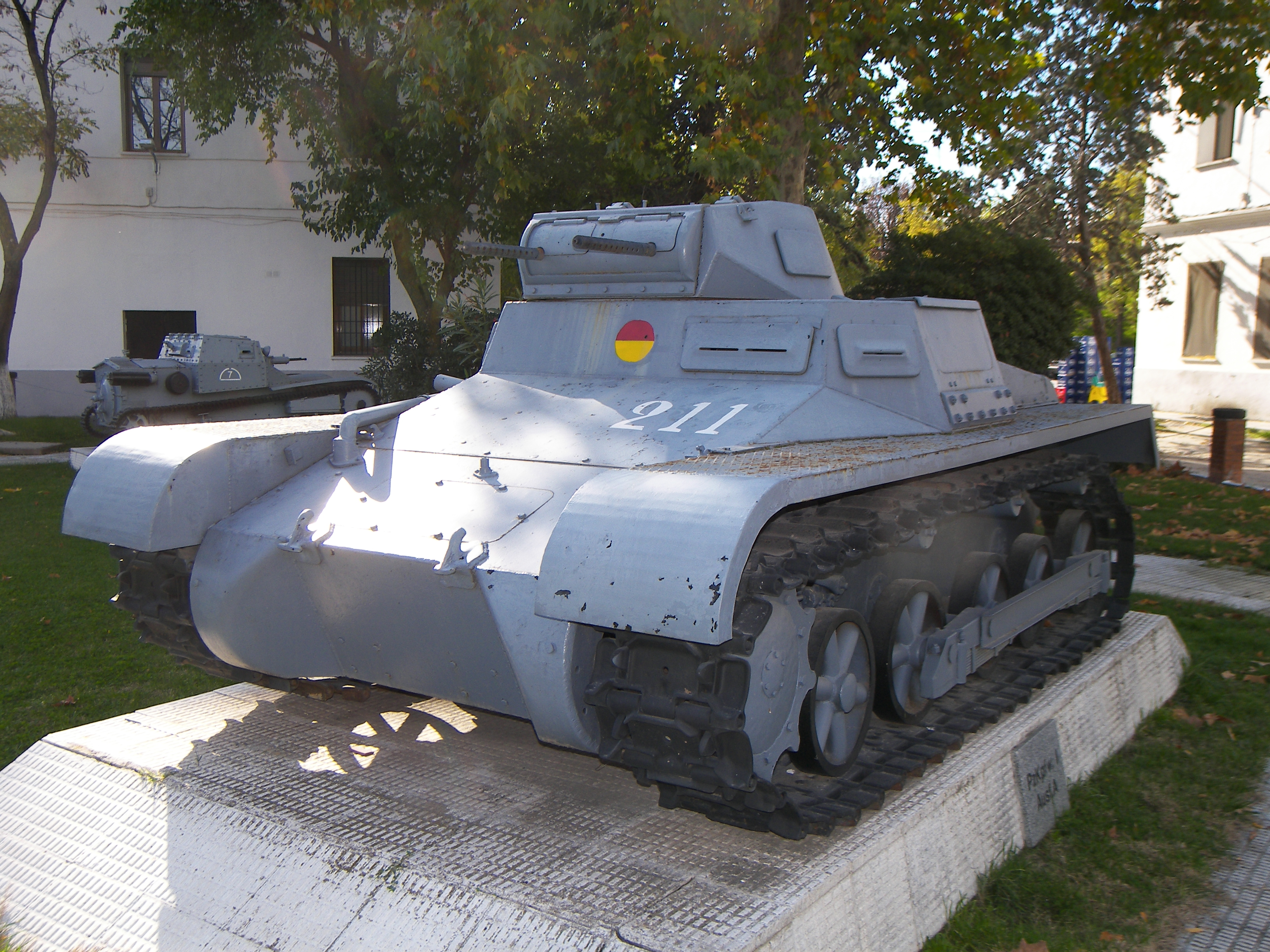
Panzer I en un museo según el esquema de color del ejército español tras la guerra civil

|          | Peso   | Armamento                          | Munición                      | Autonomía por carretera | Blindaje  |
| -------- | ------ | ---------------------------------- | ----------------------------- | ----------------------- | --------- |
| T-26     | 9,4 t  | Cañón de 45 mm                     | 122                           | 175 km                  | 7–16 mm   |
| Panzer I | 5,4 t  | 2× ametralladoras MG 13 de 7,92 mm | 2.250                         | 200 km                  | 7–13 mm   |
| CV.33    | 3,15 t | Ametralladora de 6,5 mm o de 8 mm  | 3.200 (8 mm) o 3.800 (6,5 mm) | 125 km                  | 5–15 mm   |
| CV.35    | 2,3 t  | Ametralladora de 8 mm              | 3.200                         | 125 km                  | 5–13,5 mm |

### Segunda Guerra Mundial
Se pensó emplear el Panzer I como tanque de entrenamiento, que sería reemplazado por el Panzer III en el combate real. Sin embargo, los retrasos en la producción del Panzer III hicieron del Panzer I el carro de combate principal usado para la invasión de Polonia y las invasiones de Francia, Dinamarca y Noruega. La China nacionalista compró 15 Panzer I Ausf. A, que fueron usados durante la guerra civil china.

### Desarrollos relacionados
- Flakpanzer I
- Panzerjäger I

### Secuencias de designación
- Panzer I · Panzer II · Panzer III · Panzer IV · Panzer V Panther · Panzer VI Tiger/Tiger B · Panzer VII Löwe · Panzer VIII Maus